# Музеј науке у Лондону
Музеј науке (енгл. Science Museum) је један од три велика музеја у улици Exhibition Road у Лондону.
Као и већина осталих музеја у Уједињеном Краљевству, не наплаћује се улаз.